# 草笛を吹こうよ
『草笛を吹こうよ』（くさぶえをふこうよ）は、1963年（昭和38年）にテイチクレコードより発売された浜田光夫・三条江梨子によるデュエット曲である。

## 解説
テイチク30周年記念作品。日活映画俳優の浜田光夫と大映映画の三条江梨子がデュエットした。レコード品番はNS-688、B面は『花の十九よいつまでも』。

## カバー
2004年（平成16年）、国仲涼子がアルバム「ふるさと」でカバーしている。

## 作成者
- 作詞 - 門井八郎
- 作曲 - 上原賢六
- 編曲 - 塩瀬重雄

## 関連事項
- 1963年の音楽
- 草笛